# Concatedral basílica de la Asunción de María (Cagli)
La Concatedral Basílica de la Asunción de María o simplemente Catedral de Cagli (en italiano: Concattedrale di S. Maria Assunta) 
Es una catedral católica en la ciudad de Cagli, en la provincia de Pesaro y Urbino, región de las Marcas, Italia, dedicada a la Asunción de la Virgen María. Anteriormente fue la sede episcopal de la Diócesis de Cagli; Desde 1986 ha sido co-catedral en la diócesis de Fano-Fossombrone-Cagli-Pergola. Se le otorgó el estatus de basílica menor en 1982.
La construcción de una catedral en el sitio comenzó en 1292, y no fue completada hasta el siglo XV temprano. La estructura vista hoy fue reconstruida en 1646. Todavía tiene un ábside redondeado, y los contrafuertes a lo largo de la nave. Se conservó el portal gótico (1413) de la iglesia anterior.

## Véase también

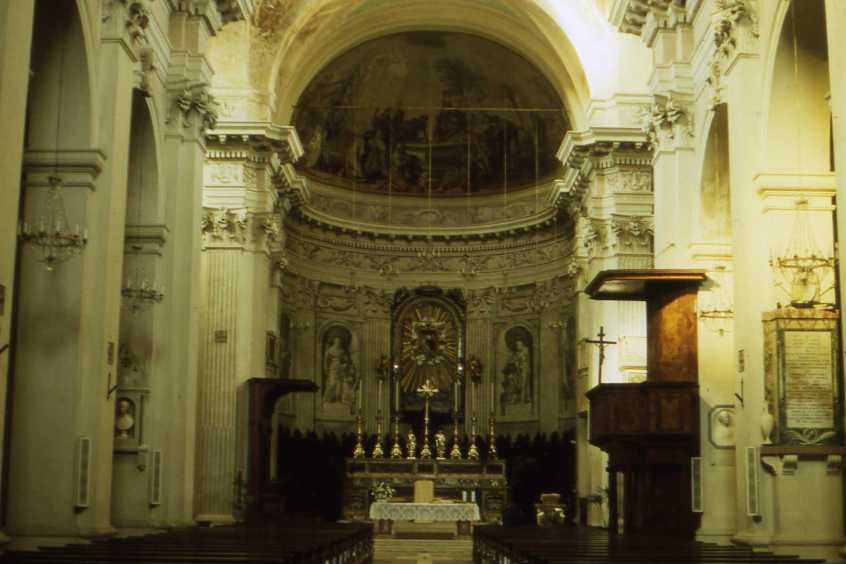
Vista interna